# Liam Kelly (Fußballspieler, 1996)
 Liam Patrick Kelly (* 23. Januar 1996 in Glasgow) ist ein schottischer Fußballtorhüter, der bei den Glasgow Rangers unter Vertrag steht. Kelly ist ehemaliger Juniorennationalspieler von Schottland und lief einmal für die A-Nationalmannschaft auf. 
Sein Bruder Sean Kelly ist als Feldspieler beim FC Livingston aktiv.

## Karriere

### Verein
Liam Kelly kam als Zehnjähriger zu den Glasgow Rangers. Bis 2015 durchlief er die Jugendakademie der Rangers. Mit der U-17-Mannschaft gewann er 2012 den Glasgow Cup im Finale gegen Celtic Glasgow im Elfmeterschießen. Nachdem Kelly den Großteil der Zweitligaison 2014/15 mit der ersten Mannschaft trainiert hatte und mehrfach auf der Bank saß, unterzeichnete er am 25. Februar 2015 eine Vertragsverlängerung bis zum Sommer 2018.
Am 8. Januar 2016 wechselte Kelly für sechs Monate auf Leihbasis zum schottischen Viertligisten FC East Fife. Während seiner Zeit bi den „Fifers“ spielte Kelly in 16 Ligaspielen und war Teil der Mannschaft, die den Meistertitel und Aufstieg errang. Dabei blieb er siebenmal ohne Gegentor.
Nach seiner Rückkehr zu den „Rangers“ reiste Kelly mit der ersten Mannschaft in die USA, um an einem Trainingslager vor der Saison teilzunehmen. Ab Juli 2016 wurde er jedoch bis Januar 2017 an den schottischen Drittligisten FC Livingston verliehen. Später wurde die Leihe bis zum Ende der Saison verlängert. Kelly absolvierte als Stammtorhüter 34 Ligaspiele. Wie bei seiner vorherigen Leihstation stieg er auch mit Livingston auf. Als souveräner Meister der Saison 2016/17 stellte Livingston die beste Defensive.
In der Erstligasaison 2017/18 bildete er mit den beiden Engländern Wes Foderingham und Jak Alnwick das Torwarttrio der „Rangers“. Kelly war allerdings nur dritter Torhüter und blieb ohne Pflichtspieleinsatz. 
Kelly wechselte im Juni 2018 für eine unbekannte Ablösesumme zurück nach Livingston, wohin er zuvor schon ausgeliehen worden war. Livingston war zuvor in die erste Liga aufgestiegen. In der Saison 2018/19 spielte er regelmäßig für Livingston als „Nummer 1“ und kam auf 36 Ligaspiele, in diesen blieb er 14-Mal ohne Gegentor.
Durch eine Klausel in seinem Vertrag konnte Kelly den Verein vorzeitig verlassen. Am 14. Juni 2019 unterschrieb Kelly beim englischen Zweitligisten Queens Park Rangers einen Vierjahresvertrag der dafür eine Ablöse bezahlt hatte. Bei seinem neuen Verein duellierte er sich mit Joe Lumley um die Position im Tor. Kelly kam bis zum Ende der Saison auf 19 Ligaspiele, Lumley auf 27. In der folgenden Saison wurde der Senegalese Seny Dieng Stammtorhüter bei „Queens Park“ und absolvierte sämtliche Ligaspiele. Kelly wechselte im Januar 2021 für den Rest der Saison auf Leihbasis zum FC Motherwell nach Schottland.
Im Juli 2021 kehrte Kelly mit einem dauerhaften Transfer von den Queens Park Rangers nach Motherwell zurück und unterzeichnete einen Dreijahresvertrag. In Motherwell war Kelly über drei Spielzeiten Stammtorhüter.
Im Juni 2024 wechselte Kelly zu seinem früheren Jugendverein Glasgow Rangers.

### Nationalmannschaft
Liam Kelly vertrat ab dem Jahr 2011 Schottland in internationalen Spielen. Dabei kam er zunächst in der U16 zum Einsatz. Im August 2012 debütierte Kelly in der schottischen U17 gegen Belgien, und im gleichen Monat in der U19 gegen Norwegen. Im Jahr 2016 kam der Torhüter zweimal in der U21 zum Einsatz. In den Jahren 2019, 2020 und 2021 wurde er mehrfach in den Kader der A-Nationalmannschaft berufen, kam allerdings nicht zu seinem Debüt. Am 17. Oktober 2023 debütierte er schließlich für Schottland im Länderspiel gegen Frankreich in Lille.